# Kapf (Egenhausen)
Im nördlichen Schwarzwald, etwa auf halbem Wege zwischen Freudenstadt und Calw, thront der Egenhäuser Kapf mit 627,4 m ü. NHN als höchste Erhebung am Bömbachtal; Luftlinie rund acht Kilometer (nord-)westlich von Nagold bzw. etwa drei Kilometer südöstlich von Altensteig, zwischen den Gemeinden Egenhausen und Walddorf.
Er beherbergt zu weiten Teilen das Natur- und Landschaftsschutzgebiet Egenhäuser Kapf mit Bömbachtal.
Am Westhang in Buntsandstein übergehend, besteht der Kapf ansonsten weitestgehend aus graublauen bis grünbraunen Muschelkalkböden, die die Grundlage für Wacholderheiden, Magerwiesen, Steinriegel und kleine Steinbrüche bilden. Noch 1860 weideten Rauhbastard-Schafe auf den Enzian-Halbtrockenrasen der Markung Egenhausen.
Auf dem Egenhäuser Kapf ist das Evangelische Sport- und Freizeitheim Kapf angesiedelt. Es gehört zum Evangelischen Jugendwerk in Württemberg. Seit 1950 wird das Gelände zur Durchführung von Zeltlagern genutzt, zu Beginn der 1960er Jahre wurde das Freizeitheim erbaut. Ein Schwerpunkt sind sportliche Schulungen in der Sporthalle,
Klettern an Boulderwand, Kletterturm und ein Niedrigseilparcours.